# کلو اسفندیار
کلو اسفندیار؛ از حاکمان سربداران بود که بعد از محمد آیتیمور به حکومت رسید.

از آنجایی که وی برگزیدهٔ شیخیان بود به دست لشکریان سربدار کشته شد. لشکریان قصد داشتند خواجه لطف‌الله فرزند وجیه‌الدین مسعود را به تخت سلطنت بنشانند.
ولی ستم او بر مردم، سبب شد تا از او روی گردان شوند. سربداران به او گفتند: «ما از پیشوایی تو بیزاریم؛ زیرا ما را خوار و زبون کردی». وی سرانجام به دست مخالفانش در سبزوار کشته شد.
| جانشین: خواجه شمس‌الدین ابن فضل‌الله | حاکم سربداران ۱۳۴۶ تا ۱۳۴۷ میلادی | حاکم پیشین: محمد آیتیمور |